# Hạc Sơn, Giang Môn
Hạc Sơn (chữ Hán giản thể: 鹤山市, âm Hán Việt: Hạc Sơn thị) là một thành phố cấp huyện thuộc địa cấp thị Giang Môn, tỉnh Quảng Đông, Cộng hòa Nhân dân Trung Hoa. Thành phố Hạc Sơn có diện tích 1108,3 km², dân số năm 2005 là 360.353 người. Thành phố Hạc Sơn có mã số bưu chính 529711, mã vùng điện thoại 0750. Chính quyền thành phố đóng tại nhai đạo Sa Bình. Thành phố này được chia thành 1 nhai đạo và 11 trấn: Cổ Lao, Đào Nguyên, Hạc Thành, Long Khẩu, Nhã Dao, Vân Hương, Trạch Ngô, Cộng Hòa, Song Hợp, Hợp Thành, Chỉ Sơn.